# Хлебниковский лесопарк
Хле́бниковский лесопа́рк — лесопарк в Москве и Московской области. Создан в 1935 году как часть Лесопаркового защитного пояса Москвы. В отдельный лесопарк преобразован в 1961 году в связи с расширением границ Москвы до МКАД за один год до этого.

## Территория
Подавляющая часть, около 95 %, Хлебниковского лесопарка располагается на территории городского округа Мытищи Московской области. Первоначально территория лесопарка была больше сегодняшней и составляла 38,51 квадратных километра. С запада границей служил канал Москва — Волга, с севера Пироговское водохранилище, с востока город Мытищи.
В настоящее время территория ограничена Осташковским шоссе на востоке и Алтуфьевским на западе. На севере лесопарк доходит до населённых пунктов Бородино и Вёшки, где сплошная полоса зелёных насаждений прерывается. Далее на север лесопарк доходит до Пироговского водохранилища. Практически в черте лесопарка находятся населённые пункты Нагорное и посёлок Вёшки. В настоящее время территорию лесопарка около этих деревень активно используют под застройку дач и коттеджей. Также под дачное и коттеджное строительство вырубается лес на территории усадьбы Нехлюдово и возле деревни Ховрино.
Небольшая часть, примерно 6 %, находится к западу от Савёловской железной дороги, между МКАД и рекой Бусинка.
По территории лесопарка от Осташковского шоссе (поворот от деревни Челобитьево) до Нагорного проходит Челобитьевское шоссе. Шоссе с асфальтовым покрытием, по одной полосе в каждую сторону. Существует и также проходит через территорию лесопарка асфальтированная двухполосная шоссейная дорога от деревни Беляниново на Осташковском шоссе до деревни Грибки на Дмитровском шоссе с заездом в поселок Поведники. Автомобильное движение по всем дорогам очень интенсивное, что, несомненно, наносит существенный вред экологии лесопарка.
Правительство Московской области еще в 2011 году запланировало построить 16-километровую трассу, которая пройдет через Хлебниковский лесопарк и соединит Ярославское шоссе с Дмитровским, чтобы выполнять функцию дублера северного участка МКАД и Осташковского шоссе. Местные жители выступали против этого проекта, их обеспокоенность поддерживала и Общественная палата РФ, В январе 2018 года подмосковное правительство и «Группа ВИС» (крупный подрядчик «Газпрома») подписали концессионное соглашение о строительстве дороги, которая будет платной. Стоимость трассы оценена в 30 млрд руб. без НДС (75 % денег — частные, обеспеченные, по большей части, кредитом «Газпромбанка»). Строительство планируется начать во второй половине 2019 года, в 2022-м магистраль запустят. По состоянию на конец 2021 года строительство не начато.

## Лесопарк в Москве
В Москве лесопарк имеет небольшие участки в Северо-Восточном административном округе, в районах Северное Медведково (между Студёным проездом и Полярной улицей) и Бибирево (Лианозовский лесопитомник).
В 2004-м году часть лесопарка, находящаяся в Медведкове, была обустроена. Дорожки выложены кирпичами, поставлены лавочки, укреплены берега небольшого пруда.

## Достопримечательности и история
На территории лесопарка находится усадьба «Нехлюдово», существующая с XVII-го века. Владельцы: С. Г. Коробьин и его род (1623—1674), А. К. Черкасский (1674—1700), С. Г. и В. Л. Долгоруковы (1700—1730), Дворцовое ведомство (1730—1763), Ф. И. Вадковский (с 1763), Вадковские (до 1798), Голицыны (1798—1806), М. А. Раевская (до 1823), Н. П. Левенштейн, С. И. Шиловский и его наследники (до 1865), купец П. И. Куманин (до 1875), прусская подданная Эмилия Францевна фон Вогау (1890), А. Р. фон Вогау. Само здание постройки конца XIX-го века местными жителями называется «Ворошиловской дачей» по имени партийного руководителя, первого маршала СССР, наркома обороны К. Е. Ворошилова, который в 20-50-е годы двадцатого века жил там (часть лесопарка в то время была объявлена запретной зоной, а остатки колючей проволоки на деревьях были ещё видны в 1960-е гг.). Во времена «застоя» на даче отдыхал член Политбюро ЦК КПСС А. П. Кириленко, а затем — член Политбюро ЦК КПСС Э. А. Шеварднадзе. В настоящее время в усадьбе находится гуманитарная русско-испанская школа-пансион «Город солнца». Памятники: Церковь Иконы Божией Матери Владимирская в Неклюдово (1804, взорвана в 1930-е гг.), деревянный господский дом (кон. XIX в., сгорел в 1949 г., на его фундаменте выстроено новое здание), обширный пейзажный парк с элементами регулярной планировки, пруды с островами (запруда на р. Чермянка/Вздериножка).
В черте лесопарка находится также т. н. «лесная школа» Академии внешней разведки (примерно в двух километрах к северо-востоку от «Нагорного»). Рядом раньше находилась специальная часть НКВД-МГБ (в лесу до сих пор встречаются ямы от блиндажей, стрельбищ и складов).
В конце 80-х и в начале 90-х годов прошлого века Хлебниковский лесопарк считался одним из наиболее вероятных мест расстрелов и тайных захоронений жертв сталинских репрессий.

## Хлебниковский лесопарк в литературе и искусстве
На территории лесопарка (вблизи выхода за МКАД пешеходного перехода от Студёного проезда) снимался эпизод биографического фильма «Николай Сличенко» (снятый сверху проход Сличенко в красной рубашке среди берёз).

## Природа
В Хлебниковском лесопарке произрастают Шереметьевские культуры сосны, посаженные в 1900 году местными крестьянами по указанию графа Шереметьева. До настоящего времени посадки хорошо сохранились и представляют собой высокопродуктивный лес с широкими рекреационными возможностями. Здесь же, под пологом деревьев, можно увидеть достаточно редкие травянистые растения — купену многоцветковую,колокольчик персиколистный, хохлатку среднюю, перелеску благородную и даже северные орхидеи — ятрышник пятнистый и любку двулистную.
Памятником природы объявлены насаждения кедра (283 дерева на площади 0,4 га), сделанные в 1894.
Вдоль дорог встречаются специально высаженные пихты.
В глухих местах лесопарка можно увидеть очень редких крупных хищных птиц — ястреба-тетеревятника и сову неясыть. На большом заболоченном участке к северо-западу от деревни Вёшки обитает ещё один вид хищных птиц — болотный лунь.

## Фотогалерея
- Пруд в усадьбе Нехлюдово
- Главная аллея в усадьбе Нехлюдово
- Липкинское шоссе, развилка